# Pena de morte no Egito
A pena de morte é uma pena legal no Egito. O país realizou pelo menos 44 execuções em 2016, pelo menos 35 em 2017 e pelo menos 43 em 2018. Em 8 de setembro de 2018, um tribunal do Egito condenou 75 pessoas à morte e 47 outras à prisão perpétua. Eles foram acusados de assassinato, pertencendo a um grupo terrorista. O jornal inglês Independent informou que Najia Bounaim, da Anistia Internacional para o Oriente Médio e o norte da África, descreveu a sentença da corte como "vergonhosa" e "zombada da justiça". O método de execução está suspenso por condenações civis e pelo pelotão de fuzilamento por condenações de militares encomendados no momento do dever. 
O Grande Mufti do Egito Shawki Ibrahim Abdel-Karim Allam, é responsável pela lei egípcia pela revisão de todas as sentenças de morte no Egito. Legalmente, sua opinião é consultativa e não vincula o tribunal que proferiu a sentença de morte.

## Desastre do Estádio Port Said
Em 26 de janeiro de 2013, um tribunal egípcio condenou a morte 21 pessoas acusadas de envolvimento em um ataque em massa por torcedores do Al-Masry Club contra torcedores do Al-Ahly Sports Club no Port Said Stadium em 1 de fevereiro de 2012. Pelo menos 72 pessoas morreram na violência que eclodiu em Port Said, no Egito, durante o desastre do Estádio Port Said.

## Ensaios em massa de 2014
Em meio a distúrbios políticos após o golpe de Estado egípcio de 2013, um tribunal condenou 683 membros da Irmandade Muçulmana à morte em 28 de abril de 2014, incluindo o guia supremo do grupo, Mohamed Badie, e confirmou as sentenças de morte de 37 de 529 supostos apoiadores condenados anteriormente. Os réus foram acusados de violência em duas manifestações no Cairo, mantidas por apoiadores do presidente deposto Mohamed Morsi, que a polícia lançou uma liberação mortal em 14 de agosto de 2013. Mohamed Elmessiry, pesquisador da Anistia Internacional que monitora os casos, disse que "faltavam garantias básicas de julgamento justo". Os réus do primeiro caso cujas sentenças de morte não foram confirmadas foram condenados a 25 anos de prisão.
O juiz Saeed Youssef primeiro atraiu condenação internacional e provocou protestos de grupos estrangeiros de direitos humanos depois de proferir a sentença inicial dos 529 acusados em 24 de março, após um breve julgamento marcado por irregularidades. Mais tarde, ele reverteu 492 dessas 529 sentenças de morte, levando a maioria delas para a prisão perpétua. 
A lei egípcia exige que as sentenças de morte sejam confirmadas pelo juiz depois de analisar a opinião do Grande Mufti do Egito, o principal especialista jurídico oficial do país em assuntos religiosos. A opinião do Mufti para o juiz é confidencial. O veredicto de culpa e as sentenças de morte ainda estão sujeitos a revisão pelos tribunais de apelação. "O caso matou a credibilidade do sistema judicial egípcio", disse Elmessiry, da Anistia Internacional.

## Instalações
As execuções por enforcamento geralmente são realizadas na prisão central do Cairo. No entanto, as prisões de Wadi Al Natrun e Burj Al Arab abrigam cada uma câmaras de execução.